# Nekrolog Februar 2008
Nekrolog
◄◄
| ◄
| 2004
| 2005
| 2006
| 2007
| 2008 | 2009 | 2010 | 2011 | 2012 | ► | ►►
Januar |
Februar |
März |
April |
Mai |
Juni |
Juli |
August |
September |
Oktober |
November |
Dezember 2008
Weitere Ereignisse | Allgemeiner Nekrolog 2008
Die Beschreibung der verstorbenen Person sollte so kurz wie möglich gehalten sein und nur deren signifikante Tätigkeit(en) enthalten.
Neue Namen ggf. auch unter dem Geburts- und Sterbedatum, also etwa unter 1. Januar und im Geburts- und Sterbejahr (2024) eintragen (nur bei entsprechender großer Wichtigkeit). Für Beispiele siehe die schon vorhandenen Artikel.
Außerdem über die fünf zuletzt Verstorbenen, zu denen es einen ausreichend guten Artikel für eine Präsentation auf der Hauptseite gibt, nach der todesbedingten Überarbeitung der Artikel ggf. auch unter Wikipedia Diskussion:Hauptseite informieren und sie am besten auch in den anderen Wikipedia-Sprachversionen eintragen. Tipp: Regelmäßig bei news.google.de nach „ist tot“, „gestorben“ oder „verstorben“ suchen.
Wenn eine Person gestorben ist, gibt es viele Seiten zu dieser Person in der Wikipedia, die davon auch betroffen sind und entsprechend aktualisiert werden müssen. Beispiele: Namenübersichtsseite, Geburtsjahr, Geburtsort-Seiten und viele mehr.
Wie finde ich die betroffenen Seiten?
Im Suchfeld auf der linken Seite gibt man den Suchbegriff so ein: „Vorname Nachname“. Dann klickt man auf Volltext und alle Seiten mit entsprechendem Suchtext werden aufgerufen. Hier sieht man dann schnell, wo auch das Todesjahr Sinn macht oder sogar ein Teil des Artikels angepasst werden muss. Auch hilft das „Werkzeug“ auf der linken Seite sehr gut, um solche Seiten aufzufinden: „Links auf diese Seite“. Somit ist die Wikipedia wieder aktuell in allen Bereichen! Hinweis: bei Eintragung der Kategorie „Gestorben JAHR“ wird der Missbrauchsfilter 49 ausgelöst, was jedoch nicht schlimm ist. Siehe: Spezial:Missbrauchsfilter/49
Dies ist eine Liste von im Februar 2008 verstorbenen bekannten Persönlichkeiten. Die Einträge erfolgen innerhalb der einzelnen Daten alphabetisch sortiert. Tiere sind im Nekrolog für Tiere zu finden.

## Februar
| Tag          | Name                                         | Beruf, bekannt als                                                                                               | Alter | Beleg |
| ------------ | -------------------------------------------- | --- | ----- | ----- |
| 1. Februar   | Wolfram Abt                                  | österreichischer Musiker                                                                                         | 38    |       |
| 1. Februar   | Ewa Barycka                                  | polnische Paläontologin bioone.org                                                                               | 28    |       |
| 1. Februar   | Beto Carrero                                 | brasilianischer Unternehmer g1.globo.com                                                                         | 70    |       |
| 1. Februar   | Rustom Khurshedji Karanjia                   | indischer Journalist, Herausgeber und Buchautor                                                                  | 95    |       |
| 1. Februar   | Władysław Kawula                             | polnischer Fußballspieler sport.pl                                                                               | 70    |       |
| 1. Februar   | Shell Kepler                                 | US-amerikanische Schauspielerin legacy.com                                                                       | 49    |       |
| 1. Februar   | Fabio Maniscalco                             | italienischer Archäologe                                                                                         | 42    |       |
| 1. Februar   | John Henry van der Meer                      | niederländischer Musikwissenschaftler                                                                            | 87    |       |
| 1. Februar   | Herbert Muck                                 | österreichischer Autor, Kunsthistoriker und Theologe mit den Schwerpunkten Liturgie und Architektur akbild.ac.at | 83/84 |       |
| 1. Februar   | Tony Silver                                  | US-amerikanischer Regisseur hiphopstylez.com                                                                     | 72    |       |
| 1. Februar   | Friedhelm Strzelczyk                         | deutscher Fußballspieler                                                                                         | 60    |       |
| 1. Februar   | Alfons Walz                                  | deutscher Unternehmer                                                                                            | 87    |       |
| 1. Februar   | Lotte Zeissl                                 | österreichische KZ-Überlebende und Zeitzeugin                                                                    | 87    |       |
| 2. Februar   | Gus Arriola                                  | US-amerikanischer Comiczeichner                                                                                  | 90    |       |
| 2. Februar   | Alfred Baur                                  | österreichischer Heilpädagoge und Sprachtherapeut                                                                | 82    |       |
| 2. Februar   | Ahmad Bourghani                              | iranischer Politiker und Journalist                                                                              |       |       |
| 2. Februar   | Earl Butz                                    | US-amerikanischer Politiker und Landwirtschaftsminister                                                          | 98    |       |
| 2. Februar   | Heinrich Dahlinger                           | deutscher Handballspieler und Segler                                                                             | 85    |       |
| 2. Februar   | George N. Gherghe                            | rumänischer Fußballschiedsrichter und -funktionär gsp.ro                                                         | 88    |       |
| 2. Februar   | Jürgen Hauschildt                            | deutscher Wirtschaftswissenschaftler krisennavigator.de                                                          | 71    |       |
| 2. Februar   | Nikolai Fjodorowitsch Kjung                  | sowjetischer Lehrer und Politoffizier                                                                            | 90    |       |
| 2. Februar   | Fridolf Kudlien                              | deutscher Medizinhistoriker                                                                                      | 79    |       |
| 2. Februar   | Joshua Lederberg                             | US-amerikanischer Genetiker                                                                                      | 82    |       |
| 2. Februar   | Barry Morse                                  | englischer Theater- und Filmschauspieler nytimes.com                                                             | 89    |       |
| 2. Februar   | Katoucha Niane                               | französisches Modell                                                                                             | 47    |       |
| 2. Februar   | Hans Roth                                    | österreichischer Unternehmer                                                                                     | 91    |       |
| 2. Februar   | Manfred Winter                               | deutscher Geistlicher und Domkapitular                                                                           | 60    |       |
| 3. Februar   | Carlos Aured                                 | spanischer Regisseur condeestruch.blogspot.com                                                                   | 71    |       |
| 3. Februar   | Edward C. T. Chao                            | chinesischer Geologe                                                                                             | 88    |       |
| 3. Februar   | Charles Fawcett                              | US-amerikanischer Abenteurer, Soldat und Schauspieler                                                            | 92    |       |
| 3. Februar   | Philip Abbas Ghaboush                        | sudanesischer Geistlicher und Politiker                                                                          |       |       |
| 3. Februar   | Erwin Hamm                                   | deutscher Kommunalpolitiker und Stadtrat trauer.merkur.de                                                        | 98    |       |
| 3. Februar   | Ernesto Illy                                 | italienischer Unternehmer illy.com                                                                               | 82    |       |
| 3. Februar   | Jorge Liderman                               | US-amerikanischer Komponist                                                                                      | 50    |       |
| 3. Februar   | Jiří Majer                                   | tschechischer Bergbauhistoriker, Archivar und Museologe                                                          | 85    |       |
| 3. Februar   | Algirdas Ražauskas                           | litauischer Politiker                                                                                            | 55    |       |
| 3. Februar   | Cornelius L. Reid                            | US-amerikanischer Gesangspädagoge                                                                                | 96    |       |
| 3. Februar   | Sigurveig Jónsdóttir                         | isländische Schauspielerin                                                                                       | 77    |       |
| 3. Februar   | Charley van de Weerd                         | niederländischer Fußballspieler                                                                                  | 86    |       |
| 4. Februar   | Chris Anderson                               | US-amerikanischer Jazzpianist                                                                                    | 81    |       |
| 4. Februar   | Sheldon Brown                                | US-amerikanischer Fahrradmechaniker und Autor                                                                    | 63    |       |
| 4. Februar   | Caelestis Eichenseer                         | deutscher Latinist                                                                                               | 83    |       |
| 4. Februar   | Tata Güines                                  | kubanischer Musiker news.yahoo.com                                                                               | 77    |       |
| 4. Februar   | Friedrich Kalb                               | deutscher Musikwissenschaftler                                                                                   | 82    |       |
| 4. Februar   | Stefan Meller                                | polnischer Historiker und Diplomat                                                                               | 65    |       |
| 4. Februar   | Ralph Oppenhejm                              | dänischer Schriftsteller, Überlebender des Holocaust                                                             | 83    |       |
| 4. Februar   | Peter Thomas, Baron Thomas of Gwydir         | britischer Politiker der Konservativen Partei                                                                    | 87    |       |
| 4. Februar   | Fritz Traub                                  | deutscher Jurist                                                                                                 | 78    |       |
| 4. Februar   | Andreas Turkat                               | deutscher Politiker (SPD), MdHB                                                                                  | 46    |       |
| 4. Februar   | Ralph B. White                               | US-amerikanischer Filmregisseur, Kameramann, Filmproduzent wetpixel.com                                          | 66    |       |
| 5. Februar   | Marc Adrian                                  | österreichischer Bildhauer                                                                                       | 77    |       |
| 5. Februar   | José Barroso Chávez                          | mexikanischer Geschäftsmann und Funktionär verschiedener sozialer und kultureller Institutionen                  | 82    |       |
| 5. Februar   | Rainer Disse                                 | deutscher Architekt                                                                                              | 79    |       |
| 5. Februar   | Maharishi Mahesh Yogi                        | indischer Gelehrter                                                                                              | 90    |       |
| 6. Februar   | Eduardo Bonnín Aguiló                        | spanischer Gründer einer katholischen Organisation Cursillos de Cristiandad                                      | 90    |       |
| 6. Februar   | John Alvin                                   | US-amerikanischer Künstler sev.prnewswire.com                                                                    | 59    |       |
| 6. Februar   | Max Bănuș                                    | rumänischer Journalist und Dissident romanialibera.ro                                                            | 81    |       |
| 6. Februar   | Vincenzo D’Angelo                            | italienischer Wasserballspieler                                                                                  | 57    |       |
| 6. Februar   | Ivan Dejmal                                  | tschechischer Umweltexperte, Politiker und Dissident der Bürgerrechtsbewegung Charta 77                          | 61    |       |
| 6. Februar   | Sabine Fehlemann                             | deutsche Kunsthistorikerin wz.de                                                                                 | 66    |       |
| 6. Februar   | Reinhard Gottschling                         | rumänischer Handballspieler und deutscher Handballtrainer siebenbuerger.de                                       | 73    |       |
| 6. Februar   | August Hanz                                  | deutscher Politiker (CDU), MdL, MdB                                                                              | 82    |       |
| 6. Februar   | Paul Hemken to Krax                          | deutscher Politiker (CDU)                                                                                        | 93    |       |
| 6. Februar   | Claus Müller                                 | deutscher Mathematiker                                                                                           | 87    |       |
| 6. Februar   | Kurt Nemetz                                  | österreichischer Radrennfahrer                                                                                   | 81    |       |
| 6. Februar   | Dieter Noll                                  | deutscher Schriftsteller focus.de                                                                                | 80    |       |
| 6. Februar   | Claudia Omar                                 | Schweizer Politikerin (LdU, GFL)                                                                                 | 60    |       |
| 6. Februar   | Tony Rolt                                    | britischer Autorennfahrer                                                                                        | 89    |       |
| 6. Februar   | Ruth Stafford Peale                          | US-amerikanische Schriftstellerin nytimes.com                                                                    | 101   |       |
| 6. Februar   | Anton Staller                                | deutscher Orgelbauer                                                                                             | 84    |       |
| 6. Februar   | Wilhelm Stelter                              | deutscher Zahnmediziner und Generalarzt                                                                          | 92    |       |
| 7. Februar   | Karl Banghard                                | deutscher Journalist und Heimatforscher                                                                          | 84    |       |
| 7. Februar   | Andrew Bertie                                | britischer Adliger, Großmeister des Malteserordens                                                               | 78    |       |
| 7. Februar   | Alberto Bustamante Belaunde                  | peruanischer Politiker                                                                                           | 57    |       |
| 7. Februar   | Tamara Desni                                 | deutsch-britische Schauspielerin independent.co.uk                                                               | 94    |       |
| 7. Februar   | Wilhelm Embacher                             | österreichischer Geodät und Hochschulprofessor                                                                   | 93    |       |
| 7. Februar   | Frank Geerk                                  | deutscher Schriftsteller und Dichter                                                                             | 62    |       |
| 7. Februar   | Hoàng Minh Chính                             | vietnamesischer Dissident                                                                                        | 85    |       |
| 7. Februar   | Jirō Kawamura                                | japanischer Übersetzer, Literaturwissenschaftler und -kritiker                                                   | 80    |       |
| 7. Februar   | Sławomir Kulpowicz                           | polnischer Pianist                                                                                               | 56    |       |
| 7. Februar   | Christine El Mahdy                           | englische Ägyptologin                                                                                            | 57    |       |
| 7. Februar   | Benny Neyman                                 | niederländischer Sänger                                                                                          | 56    |       |
| 7. Februar   | Gai Iljitsch Sewerin                         | russischer Flugzeugingenieur, Mitglied der russischen Akademie der Wissenschaften und Generaldirektor von NP...  | 81    |       |
| 7. Februar   | Erik Zürcher                                 | niederländischer Sinologe                                                                                        | 79    |       |
| 8. Februar   | Eva Dahlbeck                                 | schwedische Schauspielerin und Schriftstellerin                                                                  | 87    |       |
| 8. Februar   | Frank J. Dixon                               | US-amerikanischer Immunologe                                                                                     | 87    |       |
| 8. Februar   | Dieter Gieseler                              | deutscher Radsportler, Olympiazweiter im Radsport                                                                | 67    |       |
| 8. Februar   | Hans Hamm                                    | deutscher Allgemeinmediziner und Hochschullehrer                                                                 | 85    |       |
| 8. Februar   | Werner Hellweg                               | deutscher Fußballspieler                                                                                         |       |       |
| 8. Februar   | Hans Joachim Kauffmann                       | deutscher Dirigent, Komponist und Hochschullehrer                                                                | 81    |       |
| 8. Februar   | Stephen Arusei Kipkorir                      | kenianischer Leichtathlet                                                                                        | 37    |       |
| 8. Februar   | Tibor Simanyi                                | ungarischer Historiker und Autor                                                                                 |       |       |
| 8. Februar   | Harald Sperrer                               | österreichischer Pilot raphaelsperrer.com                                                                        | 40    |       |
| 8. Februar   | Phyllis Whitney                              | US-amerikanische Mystery-Autorin                                                                                 | 104   |       |
| 9. Februar   | Alfred Altenburger                           | Schweizer Eisschnellläufer                                                                                       | 84    |       |
| 9. Februar   | Murlidhar Devidas Amte                       | indischer Menschenrechtler                                                                                       | 93    |       |
| 9. Februar   | Walter Bitterlich                            | österreichischer Forstwissenschaftler                                                                            | 99    |       |
| 9. Februar   | Robert DoQui                                 | US-amerikanischer Schauspieler variety.com                                                                       | 73    |       |
| 9. Februar   | Gyurme Künsang Wanggyel                      | tibetanischer Lama der Nyingma-Schule tibetischen Buddhismus                                                     |       |       |
| 9. Februar   | Günter Havenstein                            | deutscher Leichtathlet                                                                                           | 79    |       |
| 9. Februar   | Christopher S. Hyatt                         | US-amerikanischer Psychologe, Okkultist und Autor                                                                | 64    |       |
| 9. Februar   | Klaus Jansen                                 | deutscher Ordensgeistlicher, Abt von Engelszell                                                                  | 85    |       |
| 9. Februar   | Hugo Mühlestein                              | Schweizer Altphilologe und Mykenologe                                                                            | 91    |       |
| 9. Februar   | Kenichirō Suzuhara                           | japanischer Manga-Zeichner book.asahi.com                                                                        | 67    |       |
| 9. Februar   | Georgi Michailowitsch Jegorow                | sowjetischer Flottenadmiral                                                                                      | 89    |       |
| 9. Februar   | Joseph Tyree Sneed                           | US-amerikanischer Jurist                                                                                         | 87    |       |
| 9. Februar   | Jazeh Tabatabai                              | iranischer Avantgardekünstler, Maler, Bildhauer, Dichter, Dramatiker                                             |       |       |
| 9. Februar   | Guy Tchingoma                                | gabunischer Fußballspieler                                                                                       | 22    |       |
| 10. Februar  | Ramón Daumal Serra                           | spanischer Geistlicher, Weihbischof im Erzbistum Barcelona                                                       | 95    |       |
| 10. Februar  | Bernhard Dorn                                | deutscher Manager IBM computerwoche.de                                                                           | ?     |       |
| 10. Februar  | Steve Gerber                                 | US-amerikanischer Autor latimes.com                                                                              | 60    |       |
| 10. Februar  | Ron Leavitt                                  | US-amerikanischer Drehbuchautor und Fernsehproduzent variety.com                                                 | 60    |       |
| 10. Februar  | Wolfgang Lettl                               | deutscher Maler des Surrealismus                                                                                 | 88    |       |
| 10. Februar  | William Long                                 | nordirischer Politiker                                                                                           | 85    |       |
| 10. Februar  | Peter Marginter                              | österreichischer Schriftsteller, Essayist und Übersetzer                                                         | 73    |       |
| 10. Februar  | Inga Nielsen                                 | dänische Opernsängerin (Sopran)                                                                                  | 61    |       |
| 10. Februar  | Roy Scheider                                 | US-amerikanischer Schauspieler faz.net                                                                           | 75    |       |
| 10. Februar  | Wilhelm Seyffert                             | deutscher Genetiker, Professor für quantitative- und Populations-Genetik an der Universität Tübingen             | 83    |       |
| 10. Februar  | Ray Wu                                       | US-amerikanischer Molekularbiologe und Genetiker                                                                 | 79    |       |
| 11. Februar  | Edi Bär                                      | Schweizer Kapellmeister, Komponist, Klarinetten- und Saxophonspieler                                             | 94    |       |
| 11. Februar  | Vinzenz Buchheit                             | deutscher klassischer Philologe                                                                                  | 84    |       |
| 11. Februar  | Emilio Carballido                            | mexikanischer Dramatiker und Drehbuchautor                                                                       | 82    |       |
| 11. Februar  | Anne Carr                                    | US-amerikanische Theologin                                                                                       |       |       |
| 11. Februar  | Peter Freiherr von Kap-herr                  | deutscher Bankier                                                                                                | 73    |       |
| 11. Februar  | Tom Lantos                                   | ungarisch-US-amerikanischer Politiker                                                                            | 80    |       |
| 11. Februar  | Torakichi Nakamura                           | japanischer Golfspieler nytimes.com                                                                              | 92    |       |
| 11. Februar  | Norbert Pfennig                              | deutscher Mikrobiologe und Ökologe                                                                               | 82    |       |
| 11. Februar  | Frank Piasecki                               | US-amerikanischer Ingenieur nytimes.com                                                                          | 88    |       |
| 11. Februar  | Alfredo Alves Reinado                        | osttimoresischer Soldat, Rebellenführer, ehemaliger Freiheitskämpfer                                             | 39    |       |
| 11. Februar  | Alexander Andrejewitsch Samarski             | russischer Mathematiker                                                                                          | 88    |       |
| 11. Februar  | Boris Schreiber                              | französischer Schriftsteller                                                                                     | 84    |       |
| 11. Februar  | Anatoli Tarabrin                             | sowjetischer Ruderer                                                                                             | 72    |       |
| 11. Februar  | Melvin Alvah Traylor junior                  | US-amerikanischer Ornithologe                                                                                    | 92    |       |
| 11. Februar  | Carolina Tronconi                            | italienische Turnerin                                                                                            | 94    |       |
| 11. Februar  | Laura Urdapilleta                            | mexikanische Ballerina                                                                                           | 76    |       |
| 12. Februar  | Oscar Brodney                                | US-amerikanischer Drehbuchautor                                                                                  | 100   |       |
| 12. Februar  | Boris Čelovský                               | tschechischer Historiker und Philosoph                                                                           | 84    |       |
| 12. Februar  | Tony Da                                      | US-amerikanischer Maler, Töpfer, Kunsthandwerker und Keramiker                                                   |       |       |
| 12. Februar  | Ruth de Gooijer                              | niederländische Autorin und Dramaturgin                                                                          | 55    |       |
| 12. Februar  | Anatoli Iwanowitsch Gribkow                  | sowjetischer Offizier, Stabschef des Warschauer Paktes (1976–1988)                                               | 88    |       |
| 12. Februar  | David Groh                                   | US-amerikanischer Schauspieler nytimes.com                                                                       | 68    |       |
| 12. Februar  | Thomas Grosser                               | deutscher Fußballspieler                                                                                         | 42    |       |
| 12. Februar  | Peter Albin Lesky                            | österreichischer Mathematiker                                                                                    | 81    |       |
| 12. Februar  | Rudolf Möller                                | deutscher Kommunalpolitiker (CDU)                                                                                | 79    |       |
| 12. Februar  | Monica Morell                                | Schweizer Schlagersängerin                                                                                       | 54    |       |
| 12. Februar  | Imad Mughniyya                               | libanesischer Terrorist, Führungsmitglied der libanesischen Hisbollah                                            | 45    |       |
| 12. Februar  | Michael Ninic                                | deutscher Designer auto-motor-und-sport.de                                                                       | 53    |       |
| 12. Februar  | Badri Patarkazischwili                       | georgisch-russischer Geschäftsmann                                                                               | 52    |       |
| 12. Februar  | Jean Prouff                                  | französischer Fußballspieler                                                                                     | 88    |       |
| 12. Februar  | Torleif Sigurðsson                           | färöischer Sportfunktionär                                                                                       |       |       |
| 12. Februar  | Boris Walerianowitsch Tschirikow             | russischer Physiker                                                                                              | 79    |       |
| 12. Februar  | Hiltrud Wessling                             | deutsche ehrenamtlich tätige Bürgerin                                                                            | 76    |       |
| 13. Februar  | Franz Hagmann                                | Schweizer Politiker                                                                                              | 66    |       |
| 13. Februar  | Irma Harder                                  | deutsche Schriftstellerin                                                                                        | 92    |       |
| 13. Februar  | Karl-Heinz Höne                              | deutscher Kirchenmusiker und Komponist                                                                           | 83    |       |
| 13. Februar  | Kon Ichikawa                                 | japanischer Filmregisseur theguardian.com                                                                        | 92    |       |
| 13. Februar  | Peter Klingbiel                              | deutscher Basketballspieler, -trainer, -schiedsrichter und -funktionär                                           | 54    |       |
| 13. Februar  | Rajendra Nath                                | indischer Schauspieler hindustantimes.com                                                                        | 75    |       |
| 13. Februar  | Gerhard Neiber                               | deutscher Generalleutnant und Vizeminister für Staatssicherheit der DDR                                          | 78    |       |
| 13. Februar  | Peter Orthofer                               | deutsch-österreichischer Journalist, Schriftsteller und Kabaretttexter                                           | 67    |       |
| 13. Februar  | Henri Salvador                               | französischer Chansonnier, Gitarrist und Fernseh-Moderator                                                       | 90    |       |
| 13. Februar  | Karl Schnell                                 | deutscher Militär, General der Bundeswehr und Staatssekretär im Ministerium für Verteidigung                     | 91    |       |
| 13. Februar  | Ernst Wöhl                                   | österreichischer Biologe zobodat.at                                                                              | 94    |       |
| 14. Februar  | Gene Allen                                   | US-amerikanischer Jazzmusiker                                                                                    | 79    |       |
| 14. Februar  | Werner K. Giesa                              | deutscher Autor bastei.de                                                                                        | 53    |       |
| 14. Februar  | Mahn Sha Lar Phan                            | myanmarischer Politiker und Rebellenführer                                                                       |       |       |
| 14. Februar  | Antanas Paškus                               | litauischer katholischer Philosoph und Psychologe                                                                | 84    |       |
| 14. Februar  | Helmut Vorreiter                             | polnischer Fußballspieler                                                                                        | 50    |       |
| 15. Februar  | Hubert Laschitza                             | deutscher Jurist und Kommunalpolitiker (CDU)                                                                     | 81    |       |
| 15. Februar  | Manorama                                     | indische Schauspielerin des Panjabi- und Hindi-Films                                                             | 81    |       |
| 15. Februar  | Peter B. Neubauer                            | US-amerikanischer Psychoanalytiker                                                                               | 94    |       |
| 15. Februar  | Marijan Oblak                                | jugoslawischer bzw. kroatischer Geistlicher, Erzbischof von Zadar                                                | 88    |       |
| 15. Februar  | Sam Bith                                     | kambodschanischer Militärführer                                                                                  |       |       |
| 15. Februar  | W. W. Sawyer                                 | englischer Mathematiker                                                                                          | 96    |       |
| 15. Februar  | Michail Sergejewitsch Solomenzew             | sowjetischer Politiker                                                                                           | 94    |       |
| 15. Februar  | Christian Teller                             | deutscher Heimatforscher und Denkmalpfleger                                                                      | 74    |       |
| 16. Februar  | Walter J. Burghardt                          | US-amerikanischer Ordensgeistlicher, Hochschullehrer und Autor                                                   | 93    |       |
| 16. Februar  | Boris Alexejewitsch Chmelnizki               | russischer Theater- und Filmschauspieler                                                                         | 67    |       |
| 16. Februar  | Oreste Grossi                                | italienischer Ruderer                                                                                            | 95    |       |
| 16. Februar  | Alfred Klaus                                 | deutscher Kriminalbeamter                                                                                        |       |       |
| 16. Februar  | Günter Konzack                               | deutscher Fußballspieler und -trainer                                                                            | 77    |       |
| 16. Februar  | Hans Leussink                                | deutscher Politiker, Bundesminister für Bildung und Wissenschaft (1969–1972)                                     | 96    |       |
| 16. Februar  | Bobby Lord                                   | US-amerikanischer Country-Sänger und Moderator                                                                   | 74    |       |
| 16. Februar  | Vittorio Lucarelli                           | italienischer Florettfechter                                                                                     | 79    |       |
| 16. Februar  | Georg Nöbeling                               | deutscher Mathematiker                                                                                           | 100   |       |
| 16. Februar  | Georg Pappas                                 | österreichischer Unternehmer                                                                                     | 79    |       |
| 16. Februar  | Walter Schellemann                           | deutscher Puppenspieler und Sprecher                                                                             | 76    |       |
| 16. Februar  | Mary Ann Shaffer                             | US-amerikanische Schriftstellerin                                                                                | 73    |       |
| 16. Februar  | Ken Slater                                   | britischer Buchhändler file770.com                                                                               | 90    |       |
| 16. Februar  | Willi Tilger                                 | deutscher Beamter und Kommunalpolitiker                                                                          | 86    |       |
| 16. Februar  | Erna Wallisch                                | deutsch-österreichische Aufseherin im KZ Ravensbrück und KZ Majdanek                                             | 86    |       |
| 17. Februar  | Nicola Agnozzi                               | italienischer Ordensgeistlicher, römisch-katholischer Bischof                                                    | 96    |       |
| 17. Februar  | Klaus-Dieter Baumgarten                      | deutscher Militär, Chef der Grenztruppen der DDR                                                                 | 76    |       |
| 17. Februar  | Patrick DeMare                               | britischer Psychiater und Psychoanalytiker                                                                       |       |       |
| 17. Februar  | Zeev Fraenkel                                | deutsch-israelischer Physiker                                                                                    | 82    |       |
| 17. Februar  | Aysel Gürel                                  | türkische Schauspielerin und Dichterin                                                                           | 79    |       |
| 17. Februar  | Brian Harris                                 | englischer Fußballspieler                                                                                        | 72    |       |
| 17. Februar  | Rolf Knipper                                 | deutscher Modelleisenbahn-Autor                                                                                  | 52    |       |
| 17. Februar  | Olgierd Expeditus Johann Graf Kujawski       | deutscher Journalist und Autor                                                                                   | 67    |       |
| 17. Februar  | Beate Naroska                                | deutsche Experimentalphysikerin im Bereich der Teilchenphysik                                                    |       |       |
| 17. Februar  | Heinz Schillinger                            | deutscher Grafiker                                                                                               | 78    |       |
| 17. Februar  | Memphis Schulze                              | deutscher Künstler                                                                                               | 63    |       |
| 17. Februar  | Rudolf Schweinberger                         | österreichischer Skisportler                                                                                     | 72    |       |
| 17. Februar  | Wolfram Thiele                               | deutscher Manager und Verbandsfunktionär                                                                         | 85    |       |
| 18. Februar  | Gheorghe Comănescu                           | rumänischer Politiker gardianul.ro                                                                               | 79    |       |
| 18. Februar  | Henrique de Curitiba                         | brasilianischer Komponist polnischer Abstammung                                                                  | 73    |       |
| 18. Februar  | Mikel Dean                                   | US-amerikanischer Opernsänger (Bariton)                                                                          | 53    |       |
| 18. Februar  | Gerhard F. Hummel                            | deutscher Filmproduktionsleiter und Dramaturg                                                                    | 86    |       |
| 18. Februar  | Raymond Kennedy                              | US-amerikanischer Schriftsteller nytimes.com                                                                     | 73    |       |
| 18. Februar  | Mihaela Mitrache                             | rumänische Schauspielerin cronicaromana.ro                                                                       | 52    |       |
| 18. Februar  | Ralph Brazelton Peck                         | kanadisch-US-amerikanischer Bauingenieur, Bodenmechaniker und Geotechniker                                       | 95    |       |
| 18. Februar  | Mickey Renaud                                | kanadischer Eishockeystürmer                                                                                     | 19    |       |
| 18. Februar  | Alain Robbe-Grillet                          | französischer Schriftsteller und Filmemacher spiegel.de                                                          | 85    |       |
| 18. Februar  | Hermann Josef Russe                          | deutscher Volkswirt und Politiker (CDU), MdB                                                                     | 85    |       |
| 18. Februar  | K. R. H. Sonderborg                          | deutscher Maler der Kunstrichtung Informel                                                                       | 84    |       |
| 18. Februar  | Paulus Winkelbauer                           | österreichischer Geistlicher und Abt von Zwettl                                                                  | 75    |       |
| 18. Februar  | Miguel Zanetti                               | spanischer Pianist                                                                                               | 72    |       |
| 19. Februar  | Hans Herbert Becker                          | deutscher Pädagoge                                                                                               | 93    |       |
| 19. Februar  | Lionel Bender                                | US-amerikanischer Linguist                                                                                       | 73    |       |
| 19. Februar  | Jean-Michel Bertrand                         | französischer Politiker                                                                                          | 64    |       |
| 19. Februar  | Natalja Igorewna Bessmertnowa                | russische Balletttänzerin                                                                                        | 66    |       |
| 19. Februar  | David Hildyard                               | britischer Tontechniker                                                                                          | 91    |       |
| 19. Februar  | Günter Henrich                               | deutscher Fernschachspieler                                                                                      | 55    |       |
| 19. Februar  | Jegor Letow                                  | russischer Rocksänger                                                                                            | 43    |       |
| 19. Februar  | Donatello Losito                             | italienisch-deutscher Maler, Graphiker und Objektkünstler                                                        | 67    |       |
| 19. Februar  | Teo Macero                                   | US-amerikanischer Komponist, Arrangeur, Produzent und Saxophonist nytimes.com                                    | 82    |       |
| 19. Februar  | Horst Mensching                              | deutscher Geograph degruyter.com                                                                                 | 86    |       |
| 19. Februar  | Emily Perry                                  | britische Schauspielerin theguardian.com                                                                         | 100   |       |
| 19. Februar  | Franz-Joachim Schneider                      | deutscher Verleger                                                                                               | 82    |       |
| 19. Februar  | David Watkin                                 | britischer Kameramann theguardian.com                                                                            | 82    |       |
| 20. Februar  | Alexandra Birjukowa                          | sowjetische bzw. russische Politikerin                                                                           | 78    |       |
| 20. Februar  | Algirdas Čiučelis                            | litauischer Mathematiker und Politiker von Vilnius, ehemaliger Bürgermeister und stellvertretender Bürgermei...  | 70    |       |
| 20. Februar  | Osvaldo Civirani                             | italienischer Filmregisseur, Kameramann, Drehbuchautor                                                           | 90    |       |
| 20. Februar  | Larry Davis                                  | US-amerikanischer Krimineller                                                                                    | 42    |       |
| 20. Februar  | Gerhard Dreher                               | deutscher Künstler                                                                                               | 84    |       |
| 20. Februar  | Ernst Henze                                  | deutscher lutherischer Theologe                                                                                  | 81    |       |
| 20. Februar  | Richard Lane                                 | australischer Schriftsteller und Drehbuchautor für Radio und Fernsehen                                           | 90    |       |
| 20. Februar  | Janina Miščiukaitė                           | litauische Sängerin und Musikerin                                                                                | 59    |       |
| 20. Februar  | Franc Perko                                  | slowenischer Geistlicher, Erzbischof von Belgrad                                                                 | 78    |       |
| 20. Februar  | Kurt Reichenberger                           | deutscher Romanist und Hispanist                                                                                 | 85    |       |
| 20. Februar  | Klaas Smit                                   | niederländischer Fußballspieler                                                                                  | 77    |       |
| 20. Februar  | Allen Strange                                | US-amerikanischer Komponist, Musiktheoretiker und -pädagoge                                                      | 64    |       |
| 20. Februar  | Helmut Sturm                                 | deutscher Maler                                                                                                  | 75    |       |
| 20. Februar  | Bobby Lee Trammell                           | US-amerikanischer Rockabilly-Musiker und Politiker                                                               | 74    |       |
| 20. Februar  | Ulrich Widmaier                              | deutscher Hochschullehrer für Politikwissenschaft                                                                | 64    |       |
| 21. Februar  | Sufi Abu Taleb                               | ägyptischer Politiker                                                                                            | 83    |       |
| 21. Februar  | Paul-Louis Carrière                          | französischer Geistlicher, römisch-katholischer Bischof von Laval                                                | 99    |       |
| 21. Februar  | Hans Janitschek                              | österreichischer Journalist und Diplomat                                                                         | 73    |       |
| 21. Februar  | Gail Jefferson                               | US-amerikanische Linguistin                                                                                      | 69    |       |
| 21. Februar  | Gerhard Katzung                              | deutscher Geologe                                                                                                | 72    |       |
| 21. Februar  | Magda Cordell McHale                         | US-amerikanische Künstlerin, Städteplanerin und Futuristin nytimes.com                                           | 86    |       |
| 21. Februar  | Evan Mecham                                  | US-amerikanischer Politiker                                                                                      | 83    |       |
| 21. Februar  | Robin Moore                                  | US-amerikanischer Autor nytimes.com                                                                              | 82    |       |
| 21. Februar  | Ġemma Portelli                               | maltesische Schauspielerin                                                                                       | 75    |       |
| 21. Februar  | Alfons Riedl                                 | deutscher Geistlicher, Moraltheologe und Rektor                                                                  | 70    |       |
| 21. Februar  | Jay Rosenberg                                | US-amerikanischer Philosoph                                                                                      | 65    |       |
| 21. Februar  | Emmanuel Sanon                               | haitianischer Fußballspieler und -trainer                                                                        | 56    |       |
| 21. Februar  | Heinrich Schneikart                          | österreichischer Kontrabassist, Komponist und Musikpädagoge                                                      | 78    |       |
| 21. Februar  | Walter Eric Spear                            | britischer Physiker                                                                                              | 87    |       |
| 21. Februar  | Jean Vanwelkenhuyzen                         | belgischer Historiker                                                                                            | 80    |       |
| 21. Februar  | Mel Zelnick                                  | US-amerikanischer Musiker                                                                                        | 83    |       |
| 22. Februar  | Hugo Assmann                                 | brasilianischer Befreiungstheologe                                                                               | 74    |       |
| 22. Februar  | Johnnie Carr                                 | US-amerikanische Bürgerrechtlerin                                                                                | 97    |       |
| 22. Februar  | Rubens de Falco                              | brasilianischer Schauspieler                                                                                     | 76    |       |
| 22. Februar  | Nunzio Gallo                                 | italienischer Sänger und Schauspieler ricerca.repubblica.it                                                      | 79    |       |
| 22. Februar  | Joe Gibbs                                    | jamaikanischer Musikproduzent                                                                                    | 65    |       |
| 22. Februar  | Helga Krüger                                 | deutsche Soziologin und Erziehungswissenschaftlerin                                                              | 67    |       |
| 22. Februar  | Georg-Sigismund von Oppen                    | deutscher Offizier und Widerstandskämpfer                                                                        | 85    |       |
| 22. Februar  | Peter Rafael                                 | deutscher Schlagersänger                                                                                         | 42    |       |
| 22. Februar  | Manfred Tischer                              | deutscher Fotograf monstersandcritics.de                                                                         | 82    |       |
| 23. Februar  | Francis P. Bundy                             | US-amerikanischer Physiker                                                                                       | 97    |       |
| 23. Februar  | Janez Drnovšek                               | slowenischer Politiker und Staatsmann                                                                            | 57    |       |
| 23. Februar  | Douglas Fraser                               | schottisch-stämmiger US-Gewerkschafter                                                                           | 91    |       |
| 23. Februar  | Paul Frère                                   | belgischer Autorennfahrer und Journalist                                                                         | 91    |       |
| 23. Februar  | Gudrun Goeseke                               | deutsche Orientalistin, Retterin des Archivs der Jüdischen Gemeinde Halle                                        | 82    |       |
| 23. Februar  | Ella Gonzenbach-Oettli                       | Ärztin aus dem Thurgau (Schweiz)                                                                                 | 84    |       |
| 23. Februar  | Marianne Hammerl                             | deutsche Psychologin                                                                                             | 48    |       |
| 23. Februar  | Josep Palau i Fabre                          | spanischer Schriftsteller und Kunstkritiker                                                                      | 90    |       |
| 23. Februar  | Alice Ricciardi-von Platen                   | deutsch-italienische Ärztin und Psychoanalytikerin                                                               | 97    |       |
| 23. Februar  | Suh Sui Cho                                  | hongkong-chinesischer Tischtennisspieler                                                                         |       |       |
| 023. Februar | Adolf Suter                                  | Schweizer Radrennfahrer                                                                                          | 76    |       |
| 23. Februar  | Bio                                          | brasilianischer Fußballspieler                                                                                   | 54    |       |
| 24. Februar  | Phil Bodner                                  | US-amerikanischer Jazzmusiker                                                                                    | 90    |       |
| 24. Februar  | Alan Dargin                                  | australischer Musiker                                                                                            | 40    |       |
| 24. Februar  | Philip C. Hammond                            | US-amerikanischer Archäologe                                                                                     | 83    |       |
| 24. Februar  | Davina Ingrams, 18. Baroness Darcy de Knayth | britische Politikerin und Sportlerin                                                                             | 69    |       |
| 24. Februar  | Werner Meyer                                 | deutscher Journalist und Autor                                                                                   | 76    |       |
| 24. Februar  | Larry Norman                                 | US-amerikanischer Sänger und Komponist                                                                           | 60    |       |
| 24. Februar  | Günther Rücker                               | deutscher Erzähler und Dramatiker                                                                                | 84    |       |
| 24. Februar  | Pearl Witherington                           | französisch-britische Agentin telegraph.co.uk                                                                    | 93    |       |
| 25. Februar  | Fred Berhoff                                 | deutscher Schauspieler                                                                                           | 71    |       |
| 25. Februar  | Olga Praguer Coelho                          | brasilianische Sängerin und Komponistin                                                                          | 98    |       |
| 25. Februar  | Ashley Cooper                                | australischer Automobilrennfahrer                                                                                | 27    |       |
| 25. Februar  | Roger Foulon                                 | belgischer Schriftsteller                                                                                        | 84    |       |
| 25. Februar  | Stephen Garrett                              | US-amerikanischer Musikproduzent und Sänger                                                                      | 33    |       |
| 25. Februar  | Hermann Gehl                                 | deutscher Maschinenbauingenieur und Manager der deutschen und nigerianischen Stahlindustrie                      | 80    |       |
| 25. Februar  | Françoise Javet                              | französische Filmeditorin                                                                                        | 86    |       |
| 25. Februar  | Johann-Henrich Krummacher                    | deutscher Theologe, Publizist und Politiker (CDU), MdB                                                           | 61    |       |
| 25. Februar  | Hermann Maassen                              | deutscher Jurist und Politiker                                                                                   | 92    |       |
| 25. Februar  | Richard Pöttschacher                         | österreichischer Sänger                                                                                          | 103   |       |
| 25. Februar  | Karl-Heinz Städing                           | deutscher Politiker                                                                                              | 79    |       |
| 25. Februar  | Wladimir Troschin                            | russischer Sänger und Schauspieler newsru.com                                                                    | 81    |       |
| 25. Februar  | Ernst Wrede                                  | deutscher Manager und Verbandsfunktionär                                                                         | 93    |       |
| 26. Februar  | Mira Alečković                               | jugoslawische Dichterin                                                                                          | 84    |       |
| 26. Februar  | William Docker Browning                      | US-amerikanischer Jurist                                                                                         | 76    |       |
| 26. Februar  | Lothar Ehrlich                               | deutscher Theaterregisseur und Übersetzer                                                                        |       |       |
| 26. Februar  | Horst-Wolfgang Heise                         | deutscher Apotheker und Sanitätsoffizier                                                                         | 90    |       |
| 26. Februar  | Peter Kamm                                   | Schweizer Architekt und Kunstsammler derstandard.at                                                              | 72    |       |
| 26. Februar  | Robert Kraichnan                             | US-amerikanischer Physiker                                                                                       | 80    |       |
| 26. Februar  | Wolfgang Kühnlenz                            | deutscher Filmproduktionsleiter                                                                                  | 82    |       |
| 26. Februar  | Gaston Louis Mayer                           | deutsch-Schweizer Geologe, Paläontologe und Autor                                                                | 95    |       |
| 26. Februar  | Buddy Miles                                  | US-amerikanischer Rock-, Blues-, Soul- und Funk-Schlagzeuger                                                     | 60    |       |
| 26. Februar  | Sibnarayan Ray                               | indisch-bengalischer Philosoph und Literaturkritiker                                                             | 87    |       |
| 26. Februar  | Dan Schomron                                 | israelischer Militär, Generalstabschef der Israelischen Verteidigungsstreitkräfte                                | 70    |       |
| 26. Februar  | Bodil Udsen                                  | dänische Schauspielerin dr.dk                                                                                    | 83    |       |
| 26. Februar  | John Yates                                   | britischer anglikanischer Theologe und Bischof von Gloucester                                                    | 82    |       |
| 27. Februar  | Samuil Iossifowitsch Aljoschin               | russischer Dramatiker                                                                                            | 94    |       |
| 27. Februar  | William F. Buckley, Jr.                      | konservativer US-amerikanischer Autor, Journalist und Kommentator                                                | 82    |       |
| 27. Februar  | Boyd Coddington                              | US-amerikanischer Hot-Rod-Konstrukteur jalopnik.com                                                              | 63    |       |
| 27. Februar  | Ernst Hiller                                 | deutscher Motorradrennfahrer                                                                                     | 79    |       |
| 27. Februar  | Lloyd Mumba                                  | sambischer Fußballspieler                                                                                        | 24    |       |
| 27. Februar  | Larry Pizer                                  | britischer Kameramann variety.com                                                                                | 82    |       |
| 27. Februar  | Ivan Rebroff                                 | deutscher Sänger                                                                                                 | 76    |       |
| 27. Februar  | Barbara Seaman                               | US-amerikanische feministische Autorin, Journalistin und Aktivistin                                              | 72    |       |
| 28. Februar  | Aharon Amir                                  | israelischer Autor und Übersetzer juedische.at                                                                   | 85    |       |
| 28. Februar  | John Bliss                                   | US-amerikanischer Schauspieler                                                                                   | 77    |       |
| 28. Februar  | Gérard Calvet                                | französischer Mönch, Gründer und erster Abt der altritualistischen Benediktinerabtei Sainte-Madeleine in Le ...  | 80    |       |
| 28. Februar  | Ove Guldberg                                 | dänischer Politiker                                                                                              | 89    |       |
| 28. Februar  | Joseph M. Juran                              | rumänisch-amerikanischer Wirtschaftsingenieur, Guru des Qualitätsmanagements                                     | 103   |       |
| 28. Februar  | Senih Orkan                                  | türkischer Filmschauspieler                                                                                      | 75    |       |
| 28. Februar  | Salme Raatma                                 | estnische Schriftstellerin                                                                                       | 92    |       |
| 28. Februar  | Julian Rathbone                              | britischer Schriftsteller theguardian.com                                                                        | 73    |       |
| 28. Februar  | Gito Rollies                                 | indonesischer Sänger und Schauspieler                                                                            | 60    |       |
| 28. Februar  | Mike Smith                                   | britischer Rock- und Popsänger                                                                                   | 64    |       |
| 29. Februar  | Wolfram Achtnich                             | deutscher Pflanzenbauwissenschaftler                                                                             | 84    |       |
| 29. Februar  | Franz-Josef Graf Beissel von Gymnich         | deutscher Unternehmer merkurtz.trauer.de                                                                         | 91    |       |
| 29. Februar  | Lucie Beyer                                  | deutsche Politikerin (SPD), MdB                                                                                  | 93    |       |
| 29. Februar  | Luigi Brogna                                 | deutschsprachiger Schriftsteller italienischer Herkunft suedkurier.de                                            | 46    |       |
| 29. Februar  | Sergio Corrieri                              | kubanischer Schauspieler und Regisseur theguardian.com                                                           | 68    |       |
| 29. Februar  | Witali Wassiljewitsch Fedortschuk            | sowjetischer und ukrainischer Politiker                                                                          | 89    |       |
| 29. Februar  | Ralph Hansch                                 | kanadischer Eishockeytorwart                                                                                     | 83    |       |
| 29. Februar  | Arnfinn Karlstad                             | norwegischer Skispringer                                                                                         | 76    |       |
| 29. Februar  | Arnold Künzli                                | Schweizer Politologe, Philosoph und Radikaldemokrat                                                              | 88    |       |
| 29. Februar  | Hans Lubsczyk                                | deutscher römisch-katholischer Priester, Theologe und Exeget                                                     | 96    |       |
| 29. Februar  | Philip Rabinowitz                            | südafrikanischer Leichtathlet                                                                                    | 104   |       |
| 29. Februar  | Paulos Faraj Rahho                           | irakischer Geistlicher, Erzbischof der Erzeparchie Mosul                                                         | 65    |       |
| 29. Februar  | Gayne Rescher                                | US-amerikanischer Kameramann variety.com                                                                         | 83    |       |
| 29. Februar  | Jan Wirix                                    | belgischer Geistlicher, alt-katholischer Bischof von Haarlem                                                     | 61    |       |
| Februar      | Marcel Ebnöther                              | Schweizer Industrieller und Kunstsammler                                                                         | 88    |       |
| Februar      | Pamela Hamilton                              | schottische Badmintonspielerin                                                                                   |       |       |
| Februar      | Wolf Richards                                | deutscher Schauspieler                                                                                           | 77    |       |